# Oederan
Oederan es una población alemana del estado de Sajonia, en la región de Chemnitz. Aquí nació el escultor Igor Mitoraj.

## Barrios
| - Breitenau - Börnichen - Frankenstein - Gahlenz - Görbersdorf - Hartha | - Kirchbach - Lößnitztal - Memmendorf - Schönerstadt - Wingendorf |

## Ciudades hermanadas
- Achères (Yvelines)
- Großkrotzenburg